# جامعة إرفورت

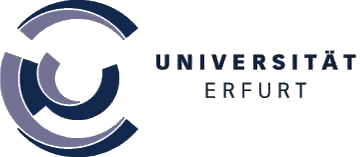
شعار جامعة إرفورت

جامعة إرفورت (بالألمانية: Universität Erfurt)‏ هي جامعة ألمانية عامة مقرها مدينة إرفورت. تأسست سنة 1379، ثم أغلقت سنة 1816 وظلت مغلقة لمدة 177 عامًا، قبل أن يعاد تأسيسها سنة 1994، بعد ثلاثة أعوام من إعادة توحيد تورنغن وألمانيا الاتحادية.

## من مشاهير خريجي الجامعة
- مارتن لوثر، مصلح ديني
- يوهان غوتنبرغ (تثار شكوك حول التحاقة بجامعة إرفورت)
- كونراد من Megenberg، مؤرخ[7]

## وصلات خارجية
- الموقع الرسمي للجامعة